# Dave Poulin
David James „Dave“ Poulin (* 17. Dezember 1958 in Timmins, Ontario) ist ein ehemaliger kanadischer Eishockeyspieler, -trainer, funktionär und -scout, der im Verlauf seiner aktiven Karriere zwischen von 1975 und 1995 unter anderem 853 Spiele für die Philadelphia Flyers, Boston Bruins und Washington Capitals in der National Hockey League auf der Position des Centers bestritten hat. Poulin, der zwischen 1984 und 1990 der siebte Mannschaftskapitän der Franchise-Geschichte der Philadelphia Flyers war, erhielt im Verlauf seiner 13 Spielzeiten in der NHL sowohl im Jahr 1987 die Frank J. Selke Trophy als auch 1993 die King Clancy Memorial Trophy.

## Karriere

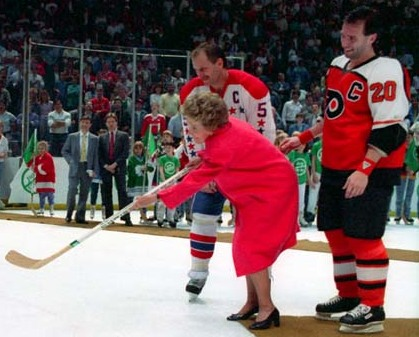
Poulin (rechts) mit Nancy Reagan und Rod Langway (1988)

Poulin spielte recht erfolgreich für die University of Notre Dame, wurde aber im NHL Entry Draft nicht berücksichtigt. Stattdessen wechselte er nach Schweden in die 2. Liga  zum Rögle BK. Ted Sator, sein Trainer in Schweden, fungierte auch als Scout für die Philadelphia Flyers und vermittelte ihn noch zum Saisonende in die NHL. 
Nach zwei Spielen mit zwei Toren im Vorjahr spielte er die gesamte Saison 1983/84 in der NHL. In einer Reihe mit Tim Kerr und Brian Propp kam er auf 76 Punkte uns stellte damals eine Bestleistung für einen Rookie bei den Flyers auf. Es war jedoch vor allem sein Einsatz, der ihn schon bald zum Mannschaftskapitän der Flyers machte. Nach sieben Jahren in Philadelphia, in denen er für seine starken Defensivleistungen und seine Führungsqualitäten mit der Frank J. Selke Trophy ausgezeichnet worden war, gab es Meinungsverschiedenheiten mit dem Team und man wechselte die Kapitänsrolle. Im Laufe der Saison 1989/90 trennten sich dann die Wege und Poulin wechselte nach Boston.
Mit den Boston Bruins erreichte er auch sofort das Stanley-Cup-Finale, unterlag dort jedoch gegen die Edmonton Oilers. Vor der Spielzeit 1993/94 wechselte er noch für zwei Spielzeiten zu den Washington Capitals, ehe er seine aktive Karriere im Sommer 1995 im Alter von 36 Jahren beendete.
Nach seiner aktiven Karriere trainierte er von 1995 bis 2004 das Team der University of Notre Dame in der National Collegiate Athletic Association. Danach arbeitete er bis 2009 sporadische als Scout für die Anaheim Ducks. Anschließend war er bis 2014 in der Funktion als Vice President of Hockey Operations bei den Toronto Maple Leafs tätig. Zudem war er ab 2012 auch General Manager des Farmteams Toronto Marlies in der American Hockey League.

## Erfolge und Auszeichnungen
| - 1982 CCHA Second All-Star Team - 1986 Teilnahme am NHL All-Star Game - 1987 Teilnahme am Rendez-vous ’87 | - 1987 Frank J. Selke Trophy - 1988 Teilnahme am NHL All-Star Game - 1993 King Clancy Memorial Trophy |

## Karrierestatistik

### International
Vertrat die National Hockey League bei:
- Rendez-vous ’87

(Legende zur Spielerstatistik: Sp oder GP = absolvierte Spiele; T oder G = erzielte Tore; V oder A = erzielte Assists; Pkt oder Pts = erzielte Scorerpunkte; SM oder PIM = erhaltene Strafminuten; +/− = Plus/Minus-Bilanz; PP = erzielte Überzahltore; SH = erzielte Unterzahltore; GW = erzielte Siegtore; 1 Play-downs/Relegation; Kursiv: Statistik nicht vollständig)